# Íñigo Chaurreau
Íñigo Chaurreau Bernardez (Pasajes, Guipúzcoa, 14 de abril de 1973) es un exciclista español. Es primo del ciclista Mikel Astarloza.

## Biografía
Debutó como profesional en 1995 con el equipo italiano Team Polti. En 1998 pasó al Euskaltel-Euskadi, siendo 12.º en la clasificación general del Tour de Francia 2001 (año de debut del equipo en la ronda gala). Al finalizar dicha temporada cambió de equipo, pasando al Ag2r francés. En 2003 se proclamó Campeón de España en contrarreloj. Se retiró del ciclismo profesional a finales de 2006, habiendo disputado 8 Vueltas, 4 Tours, 1 Giro y 1 Mundial durante su carrera como ciclista profesional.

## Palmarés
2003
- Campeonato de España Contrarreloj

## Resultados en Grandes Vueltas y Campeonato del Mundo
Durante su carrera deportiva consiguió los siguientes puestos en las Grandes Vueltas y en los Campeonatos del Mundo en carretera:
| Carrera         | Carrera         | 1995 | 1996 | 1997 | 1998 | 1999 | 2000 | 2001 | 2002 | 2003 | 2004 | 2005 | 2006 |
| --------------- | --------------- | ---- | ---- | ---- | ---- | ---- | ---- | ---- | ---- | ---- | ---- | ---- | ---- |
|                 | Giro de Italia  | —    | —    | —    | —    | —    | —    | —    | —    | —    | —    | —    | 54.º |
|                 | Tour de Francia | —    | —    | 92.º | —    | —    | —    | 12.º | 41.º | 30.º | —    | —    | —    |
|                 | Vuelta a España | 84.º | 29.º | —    | 28.º | 14.º | Ab.  | —    | Ab.  | —    | 55.º | —    | 26.º |
| Mundial en Ruta | Mundial en Ruta | —    | —    | —    | —    | 43.º | —    | —    | —    | —    | —    | —    | —    |

—: no participa

Ab.: abandono

## Equipos
- Team Polti (1995-1997)
- Euskaltel-Euskadi (1998-2001)
- Ag2r Prévoyance (2002-2006)